# Риводутри
Риводутри (итал. Rivodutri) — коммуна в Италии, располагается в регионе Лацио, в провинции Риети.
Население составляет 1312 человек (2008 г.), плотность населения составляет 49 чел./км². Занимает площадь 27 км². Почтовый индекс — 2010. Телефонный код — 0746.
Покровителем города почитается архангел Михаил, празднование 29 сентября.

## Демография
Динамика населения:

## Администрация коммуны
- Официальный сайт: http://www.rivodutri.org/